# Escoliosis
La escoliosis (en griego: skoliōsis, de skolios, "torcido") es la curvatura de la columna vertebral, que se presenta en forma de "S" o de "C". Generalmente se clasifica en congénita (causada por anomalías vertebrales presentes al nacer), idiopática (de causa desconocida, sub-clasificada a su vez como infantil, juvenil, adolescente o adulto según la fecha de inicio se produjo) o neuromuscular (síntoma secundario de otras enfermedades, como la espina bífida, parálisis cerebral, atrofia muscular espinal o un trauma físico). La escoliosis afecta a aproximadamente 7 millones de personas en los Estados Unidos.

## Epidemiología
La escoliosis, con un nivel de curvatura de 10º o menos, afecta del 1,5 % a 3 % de la población. La prevalencia de las curvaturas con magnitudes de 20° o menos es aproximadamente igual en hombres que en mujeres. Es más común durante la niñez tardía, particularmente en niñas.

## Etiología
Se ha estimado que aproximadamente un 65 % de los casos de escoliosis son idiopáticos, aproximadamente un 15% son congénitos y otro 10 % son secundarios a enfermedades neuromusculares.
En el caso de la forma más común de escoliosis, la escoliosis idiopática del adolescente, no hay un agente causal claro y en general se cree que es multifactorial; se han implicado varias causas pero ninguna de ellas ha alcanzado el consenso científico como la causa de escoliosis, aunque el papel de los factores genéticos en su desarrollo está ampliamente aceptado Aun así, al menos un gen, notablemente el CHD7, ha sido asociado con la forma idiopática de escoliosis. Últimamente también va cobrando fuerza una nueva teoría que atribuye la causa a la tensión anormal del ligamento filum terminale.
En algunos casos, la escoliosis de nacimiento se produce debido a una anomalía vertebral congénita. Sin embargo, otras fuentes hablan de que la causa más común de la escoliosis es una asimetría de los miembros inferiores. Esto quiere decir que hay muchas personas que durante su infancia desarrollan más una pierna que la otra, y como consecuencia, la pelvis queda rotada para mantener los ojos en un plano recto, ya que el cuerpo siempre busca tener la mirada recta, en un plano frontal. La rotación de la pelvis se mantiene, por lo que la base de la columna se mantiene también rotada, obligando a la columna a doblarse para seguir manteniendo los ojos rectos.
Ahora es cuando la gravedad terrestre hace que la columna se doble aún más, ya que presiona a una columna que se encuentra doblada debido a la rotación que ésta ha hecho para mantener la posición ocular. Por este motivo es imprescindible usar el corsé mientras el paciente se encuentre de pie o sentado, ya que en estas posiciones es donde más se manifiesta la acción de la gravedad. Cuanto más peso tenga la persona que padece escoliosis, más rápido aumentará la curvatura porque mayor es la masa que soporta la columna de forma vertical.
La escoliosis secundaria a una enfermedad neuromuscular puede desarrollarse durante la adolescencia, tal como el síndrome de la médula anclada. Generalmente, la escoliosis aparece, o bien, se empeora durante el crecimiento rápido que ocurre en la adolescencia, y es diagnosticada más comúnmente en mujeres.

### Factores de riesgo
- Edad: infantil, desde las 4-6 semanas de gestación a los 3 años; juvenil, desde los 4 hasta los 10 años de edad; adolescente de los 11 a los 17 años.
- Miembros de la familia que hayan tenido escoliosis, ya que es una enfermedad hereditaria.

## Clasificación
La escoliosis se clasifica en tres grandes grupos dependiendo de su causa:
- Escoliosis neuromuscular: debido a alteraciones primarias neurológicas o musculares, que causan pérdida de control del tronco por debilidad o parálisis.
- Escoliosis congénita: causada por malformaciones vertebrales de nacimiento.
- Escoliosis idiopática: constituyen más del 80 % de todas las escoliosis y su causa es desconocida. Según la edad en que es diagnosticada, se divide en tres tipos:
  - Escoliosis idiopática infantil: desde el nacimiento hasta los 3 años de edad.
  - Escoliosis idiopática juvenil: entre los 4 y los 9 años.
  - Escoliosis idiopática del adolescente: entre los 10 años y la madurez esquelética. Es más frecuente en niñas en una proporción 7:1.

## Cuadro clínico
Los pacientes que han alcanzado la madurez esquelética son menos propensos a tener una condición severa. Algunos de los casos graves de escoliosis pueden dar lugar a la disminución de la capacidad pulmonar al ejercer presión sobre el corazón, por ende restringiendo las actividades físicas del paciente.
Los signos de escoliosis pueden incluir:
- Musculatura desigual de un lado de la columna vertebral.
- Prominencias en las costillas o en la escápula, causada por la rotación de la caja torácica en la escoliosis torácica.
- Caderas o piernas de tamaño desigual.
- Reflejos lentos (en algunos casos).
- Dolor en los hombros.

### Enfermedades asociadas
La escoliosis está a veces asociada con otras enfermedades como el síndrome de Ehlers-Danlos (hiperflexibilidad, síndrome del "bebé hipotónico", y otras variantes), enfermedad de Charcot-Marie-Tooth, síndrome de Prader-Willi, cifosis, parálisis cerebral, atrofia muscular espinal, distrofia muscular, disautonomía familiar, síndrome de CHARGE, ataxia de Friedreich, síndrome X frágil, síndrome de Proteus, espina bífida, síndrome de Marfan, neurofibromatosis, conectivopatías, hernia diafragmática congénita, hemihipertrofia, y desórdenes del eje craneoespinal (p.ej., siringomielia, prolapso mitral, malformación de Chiari), y síndrome de la banda amniótica.
A menudo, la escoliosis asociada con los síndromes de Marfan o Prader–Willi se denomina escoliosis sindrómica.

## Diagnóstico

Medición de la desviación vertebral en una levoscoliosis mediante el método de Cobb.

Los pacientes con escoliosis se examinan para determinar si existe una causa subyacente de la deformidad. Durante el examen físico, se evalúa lo siguiente:
- Piel, en busca de manchas café con leche, signo indicativo de neurofibromatosis.
- Pies, en caso de deformidad cavovarus.
- Reflejos abdominales.
- El tono muscular para medir la espasticidad.

Durante el examen, al paciente se le pide que se quite su camisa y se incline hacia adelante. A esto se le conoce como la prueba de flexión hacia delante de Adams y se realiza a menudo en estudiantes escolares. Si se nota una prominencia, se considerará que la escoliosis es una posibilidad y se deberán tomar radiografías al paciente para confirmar el diagnóstico. Alternativamente, se puede utilizar un escoliómetro para diagnosticar la enfermedad. También se evalúa la marcha del paciente, se examinan los posibles signos de otras anomalías (por ejemplo, la espina bífida, evidenciada por hoyuelos, zonas cubiertas de vello, lipomas, o hemangiomas). También se puede realizar un examen neurológico completo.
Es habitual que cuando se sospecha de escoliosis, se tomen radiografías del tórax en planos anteroposterior/coronal, y lateral/sagital, para evaluar las curvas de la escoliosis, además de las curvas normales de cifosis y lordosis, ya que estas también pueden estar afectadas en personas con escoliosis. Los rayos X de la columna en un paciente de pie, son el método estándar para evaluar la severidad y progresión de la escoliosis, y si es de naturaleza congénita o idiopática. En individuos en crecimiento, las radiografías seriales se obtienen en intervalos de 3-12 meses para seguir la progresión de la curvatura, y en algunos casos, se necesita además de resonancia magnética para examinar la médula espinal.
El método estándar para evaluar cuantitativamente la curvatura es la medida del ángulo de Cobb, el cual es el ángulo entre dos líneas, dibujado perpendicularmente a la placa terminal superior de la vértebra más superior involucrada y la placa terminal inferior de la vértebra más inferior afectada. Para los pacientes que tienen dos curvas, los ángulos de Cobb se siguen para ambas curvas. En algunos pacientes, se obtienen rayos X con inclinación lateral para evaluar la flexibilidad de las curvas o las curvas primaria y de compensación.

### Pruebas genéticas
Mediante estudios de asociación de genoma, los genetistas han identificado marcadores de polimorfismo de nucleótidos en el ADN, los cuales se asocian significativamente con la escoliosis idiopática del adolescente. Cincuenta y tres marcadores genéticos han sido identificados. La escoliosis se ha descrito como una deformidad biomecánica, cuya progresión depende de fuerzas asimétricas también conocidas como ley de Heuter Volkmann.

### Sobrediagnóstico en edad escolar
Existe cierto nivel de sobrediagnóstico de escoliosis en la escuela, el cual origina daños en el bienestar de la niñez, con implicaciones éticas, sociales y económicas. Dicho sobrediagnóstico, recibe el nombre de «escuoliosis» por parte de algunos académicos. Este término es resultado de un sincretismo lingüístico entre las palabras «escuela» y «escoliosis» (en inglés «schooliosis»= «school» + «scoliosis») ideado y descrito por Petr Skrabanek y James McCormick. Se incluye dentro del denominado grupo de promoción de enfermedades.

## Tratamiento
El tratamiento médico tradicional de la escoliosis es complejo y está determinado por la gravedad de la curvatura y la madurez esquelética, que en conjunto ayudan a predecir la probabilidad de progresión.
Las opciones convencionales son, en orden:
1. Observación
2. Fisioterapia
3. Corsé dorsolumbar
4. Cirugía

Un creciente cuerpo de investigación científica pone de manifiesto la eficacia de los programas de tratamiento especializado de terapia física, que puede incluir la retirada del corsé. El debate en la comunidad científica sobre si la terapia quiropráctica y físicos pueden influir en la curvatura escoliosis es complicado en parte por la variedad de los métodos propuestos y empleados: algunos son compatibles con más de investigación que otros.

### Corsé dorsolumbar
El Bracing se hace normalmente cuando el paciente tiene el crecimiento del hueso remanente y es generalmente aplicado para mantener la curva y evitar que progrese hasta el punto donde se requiera cirugía. Algunas veces se prescribe para aliviar el dolor en adultos. El Bracing implica ajustar el paciente con un dispositivo que cubre el torso, en algunos casos se extiende hasta el cuello. El más utilizado es un aparato ortopédico OTLS, un corsé como aparato que se ajusta a las axilas hasta las caderas y está hecho de fibra de vidrio o de plástico. Generalmente se usa 22-23 horas al día aplicando presión sobre las curvas de la columna vertebral. La eficacia de la llave no sólo depende del diseño de la llave y la habilidad ortopeda, sino en el cumplimiento del paciente y la cantidad de ropa por día. Por lo general, los aparatos utilizados para las curvas idiopática que no son graves como para justificar la cirugía, pero también pueden ser usados para prevenir la progresión de las curvas más severas en niños pequeños, para ganar tiempo y corregir antes de crecer y de realizar la cirugía al niño, lo que impediría seguir el crecimiento en la parte de la columna afectada. Los aparatos ortopédicos pueden causar malestar emocional y físico. La actividad física puede ser más difícil porque la llave presiona contra el estómago, lo que dificulta la respiración. Los niños pueden perder peso en la zona de la abrazadera, debido a una mayor presión sobre la zona abdominal.
Las recomendaciones de la Sociedad de Investigación de la Escoliosis, son preparárse para incluir las curvas de progreso a los casos grandes de 25 grados, las curvas de la presentación de entre 30 y 45 grados, Risser Regístrate 0, 1, o 2 (un X-ray de medición de un área de crecimiento de la pelvis), y menos de 6 meses desde el inicio de la menstruación en las niñas.
La escoliosis progresiva de más de 25 ° Cobb en la aceleración del crecimiento puberal debe ser tratada con un patrón específico, como el corsé Chéneau corsé y sus derivados, con una media llave de tiempo de uso de 16 h / Día (23 h / Día para asegurar el mejor resultado posible). Las últimas normas de la llave de la construcción es la tecnología CAD / CAM. Con la ayuda de esta tecnología ha sido posible normalizar el patrón específico aplicando el tratamiento con aparatos ortodóncicos. Graves errores en la llave de construcción son en gran parte descartados con la ayuda de estos sistemas. Esta tecnología también elimina la necesidad de hacer un molde de yeso para la llave de la construcción. Las medidas se pueden tomar en cualquier lugar y esto es simple, mientras que el procedimiento no es comparable a la de enlucido. En Alemania CAD disponible / CAM aparatos son conocidos como el Regnier-Chéneau-Brace, el Rigo-Chéneau-Brace, y el corsé Gensingen según Weiss. Muchos pacientes prefieren la "luz Chéneau" corsé, que tiene la mejor-brace correcciones indicadas en la literatura internacional y es más fácil de llevar en comparación con otros aparatos en uso. Sin embargo, esta llave no está disponible para todo tipo de patrones de curva. 
Las llaves suaves como el SpineCor, aunque aparentemente con éxito en los estudios de los propios autores, en estudios independientes, no pudo considerarse un éxito. El SpineCore claramente es menos eficaz que el "llaves rigido" y en un estudio que parece que el SpineCore es peor que la observación, solo.
En la escoliosis infantil y juvenil a veces, una chaqueta de yeso aplicado temprano puede ser usado en lugar de un aparato ortopédico. Se ha demostrado que es posible para corregir permanentemente los casos de escoliosis idiopática infantil mediante la aplicación de una serie de moldes de yeso (FED: elongación, desrotación, flexión) aplicada sobre una estructura especializada en la tracción correctivas, que ayuda a "molde" del niño suave los huesos y trabajar con sus períodos de crecimiento. Este método fue iniciado por la especialista británica en la escoliosis Min Mehta. Hoy, sin embargo las llaves CAD / CAM también están disponibles para los niños pequeños con un cierto nivel. Por lo tanto, las chaquetas de yeso se consideran generalmente obsoletas.

### Cirugía

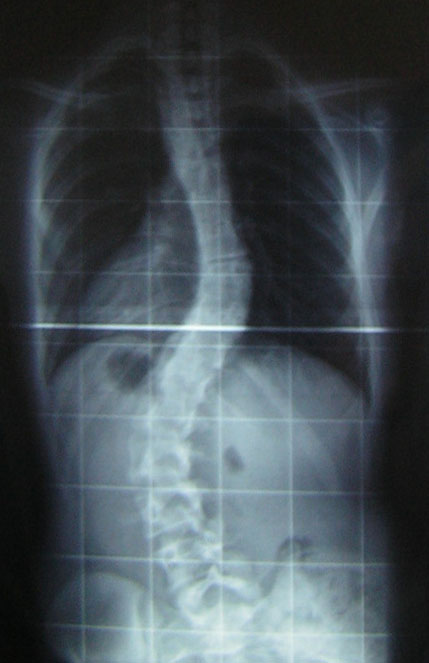
Rayos X coronales de un paciente con dextroescoliosis torácica y levoescoliosis lumbar. Los rayos X se proyectan tal que el derecho del sujeto está en la der. de la imagen ya que el sujeto se ve desde atrás. Esta proyección es usada típicamente por cirujanos, ya que es de esta forma en que ven a sus pacientes sobre la mesa de operaciones.

La cirugía se suele indicar en las curvas que tienen una alta probabilidad de progresión (es decir, más de magnitud 45 a 50 grados), las curvas que sería estéticamente inaceptable como un adulto, las curvas en los pacientes con espina bífida y la parálisis cerebral que interfieren con la sesión y la atención , y las curvas que afectan las funciones fisiológicas tales como la respiración.
Cirugía para la escoliosis es realizado por un cirujano que se especializa en cirugía de columna. Por diversas razones, generalmente es completamente imposible enderezar una escoliosis, pero en la mayoría de los casos las correcciones dan muy buenos resultados.

#### Fusión vertebral con instrumentación

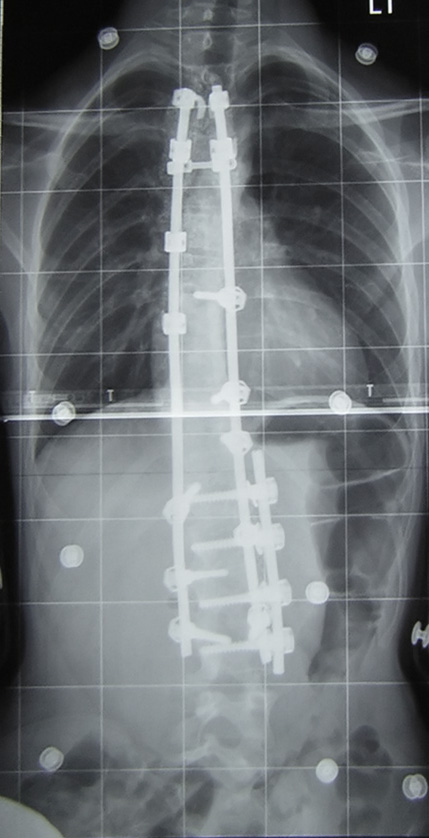
Coronal X-ray de la columna anterior, después de haber sido operado por cirujanos, gracias a la fusión vertebral.

La fusión espinal es la cirugía que más se realiza para la escoliosis. En este procedimiento, el hueso (ya sea cosechado en otras partes del autoinjerto cuerpo o de un injerto de donantes) es injertado en las vértebras de manera que cuando se cura se va a formar una masa ósea sólida y en la columna vertebral se vuelve rígido. Esto previene el empeoramiento de la curva a expensas de algunos movimientos de la columna. Esto puede ser realizado desde la anterior (frontal) los aspectos de la columna vertebral por entrar en la cavidad torácica o abdominal, o más comúnmente realizado desde la parte trasera (posterior). Una combinación se utiliza en los casos más graves.
Originalmente, las fusiones espinales se hicieron sin los implantes de metal. Un reparto se aplicó después de la cirugía, generalmente bajo la tracción para tirar de la curva lo más recto posible y mantenerla allí mientras que la fusión se llevó a cabo. Desafortunadamente, había un riesgo relativamente alto de la pseudoartrosis (no fusión) en uno o más niveles y corrección significativa no siempre podían ser alcanzados.
En 1962, Paul Harrington, introduce un sistema de instrumentación de la columna vertebral de metal, que ayudó a enderezar la columna vertebral, así como la celebración es rígido, mientras que la fusión se llevó a cabo. El original, barra de Harrington obsoleto opera en un sistema de trinquete, atribuida por los ganchos de la columna en la parte superior e inferior de la curvatura que, cuando se privaría de manivela, o enderezar la curva. Una deficiencia importante del método de Harrington fue que no pudo producir una postura en el cráneo, estaría en la correcta alineación con la pelvis y no se ocupa de la deformidad de rotación. Como resultado, las partes no usado de la columna se tratan de compensar esto en el esfuerzo de mantenerse derecho. Como la persona mayor, no se aumenta el desgaste, la artritis de inicio temprano, la degeneración del disco, la rigidez muscular y el dolor con la dependencia final sobre los analgésicos, cirugía adicional, la incapacidad para trabajar a tiempo completo y la discapacidad. "FlatBack" se convirtió en el nombre médico para una complicación relacionada, sobre todo para aquellos que tenían escoliosis lumbar.
Los sistemas modernos espinal están tratando de resolver el desequilibrio sagital y sin resolver los defectos de rotación por el sistema de barras de Harrington. Que implican una combinación de varillas, tornillos, ganchos y alambres de fijación de la columna vertebral y puede solicitar más fuerte, más seguro para las fuerzas de la columna vertebral de la barra de Harrington. Esta técnica se conoce como la Cotrel instrumentación Dubousset, actualmente la técnica más común para el procedimiento.
Fusiones modernas columna por lo general tienen buenos resultados con un alto grado de corrección y las bajas tasas de fracaso y de la infección. Los pacientes con espinas dorsales fusionadas y los implantes permanentes tienden a tener una vida normal con las actividades sin restricciones cuando son más jóvenes, queda por ver si los que han sido tratados con las nuevas técnicas quirúrgicas se desarrollan problemas a medida que envejecen. Una limitación notable de las fusiones espinales es que los pacientes sometidos a cirugía para la escoliosis no son elegibles para el servicio en las fuerzas armadas de países como el Reino Unido, Suecia y los Estados Unidos.
Tornillos pediculares fusión espinal solo posterior puede mejorar la corrección de la curva mayor a los 2 años entre los pacientes con escoliosis idiopática del adolescente (SIA), en comparación con los instrumentos híbridos (proximal distal ganchos con tornillos de pedículo) (65 % versus 46 %) de acuerdo a un estudio de cohorte retrospectivo emparejado. Las cohortes prospectivo fueron emparejados a las cohortes retrospectivo de acuerdo a la edad del paciente, los niveles de la fusión, el tipo de curva Lenke, y el método operativo. Los dos grupos no fueron significativamente diferentes en lo que respecta a la edad, el tipo de curva Lenke AIS, o de grado Riser. El número de vértebras fusionadas fueron significativamente diferentes (11,7 + / -1,6 para el tornillo pedículo frente a 13,0 + / -1,2 para el grupo de híbridos). Resultados de este estudio pueden estar sesgados debido al grupo de tornillo pedículo se analiza de forma prospectiva frente a análisis retrospectivo del grupo de instrumentos híbridos.
En caso de que la escoliosis ha causado una deformidad significativa que resulta en un cambio de rasante costilla, a menudo es posible realizar una cirugía llamada costoplasty (también llamado thorocoplasty) para lograr un mejor resultado cosmético. Este procedimiento se puede realizar en cualquier momento después de una cirugía de fusión, ya sea como parte de la misma operación o varios años después. Normalmente es imposible para enderezar por completo y desenroscar una escoliosis, y cabe señalar que el nivel de éxito estético dependerá de la medida en que la columna fusionada todavía gira hacia la caja torácica. Una joroba costal es evidencia de que todavía hay algún tipo de deformidad de rotación de la columna vertebral.
Complicaciones
El riesgo de someterse a una cirugía para la escoliosis se estima en 5 %. Las posibles complicaciones pueden ser la inflamación de los tejidos blandos o profundos procesos inflamatorios, trastornos respiratorios, sangrado y lesiones nerviosas. Sin embargo, según las últimas pruebas de la tasa de complicaciones es mucho más allá de esa tasa. Tan sólo cinco años después de la cirugía de otro 5 % requiere una nueva operación y hoy no está claro qué esperar de la cirugía de columna en el largo plazo. Teniendo en cuenta que los signos y síntomas de la deformidad de la columna no puede ser cambiado mediante una intervención quirúrgica, la cirugía sigue siendo un indicio de cosméticos, solo especialmente en pacientes con Escoliosis Idiopática del Adolescente (AIS), la forma más común de escoliosis no superior a 80 °. Desafortunadamente, los efectos de la cirugía estética no son necesariamente estable. En un caso, decide someterse a una cirugía en un centro especializado debe ser preferido.

#### Cirugía sin fusión
Nuevos implantes han sido desarrollados que tienen por objeto retrasar la fusión espinal y para permitir un mayor crecimiento espinal en niños pequeños. Para los pacientes más jóvenes, cuya insuficiencia torácica pone en peligro su capacidad de respirar y se aplica presión cardiaca significativa, los implantes de caja torácica que empujan las costillas aparte en el lado cóncavo de la curva puede ser especialmente útil. Estos ampliable vertical costillas prótesis de titanio (VEPTR) proporcionan el beneficio de la expansión de la cavidad torácica y el enderezamiento de la columna vertebral en las tres dimensiones al mismo tiempo a la columna vertebral para crecer. La otra alternativa del niño en crecimiento es una columna a columna creciente sistema de barras, que evita la fusión de toda la curva, pero requiere de una cirugía semestral a través de incisiones límite para alargar las varillas y columna vertebral. Aunque estos métodos son nuevos y prometedores, estos tratamientos solo son adecuados para los pacientes en crecimiento.

#### Sección del Filum Terminale

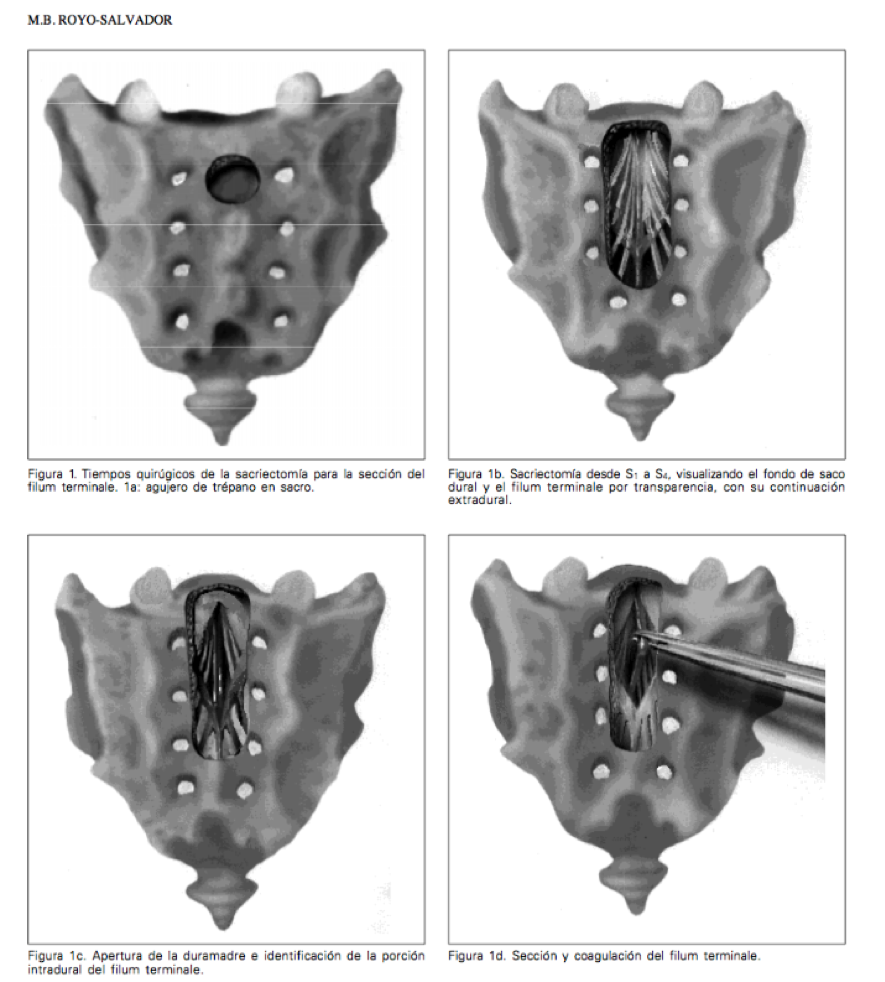
Esquema sección del filum terminale

Si la causa de la escoliosis se basa en una lesión neurológica (tensión anómala del filum terminale) y no en las puramente mecánicas (que serían sus efectos) el neurocirujano puede intervenir. El tratamiento que desde  1993 está dando unos resultados esperanzadores es la Sección del Filum Terminale (SFT), ya que atacaría directamente la causa de la enfermedad y no solo sus efectos. Este tipo de intervención varía sus resultados en función del grado de afectación de desviación de la columna, detendría su progresión y puede mejorar el desvío de la columna vertebral especialmente si va acompañada de un adecuada fisioterapia. El tratamiento se realiza bajo anestesia local y sedación. El paciente no precisa corsé de corrección si las curvaturas son menores de 35-40º.

## Pronóstico
El pronóstico de la escoliosis depende de la probabilidad de progresión. En general, las curvaturas grandes tienen un mayor riesgo de progresión que las curvaturas pequeñas, y las curvas torácicas y dobles curvas tienen un mayor riesgo de progresión que curvaturas únicas lumbares y toracolumbares. Además, los pacientes que no han alcanzado la madurez ósea tienen un mayor riesgo de progresión (es decir, si el paciente no ha completado el crecimiento rápido propio de la adolescencia). También se ha determinado que el riesgo es mayor en mujeres.